# Anki
Az Anki az egyik legelterjedtebb (ingyenes) tanulóprogram, amely összetartozó ismeretek kikérdezésére használható tanulókártyák útján. Neve a japán 暗記 (anki) szóból származik, amely memorizálást (megjegyzést, megtanulást) jelent.
Nem új anyag megértését, elsajátítását szolgálja, hanem a másutt (lehetőleg kontextusban, például mondatokban) felmerült adatok (például idegen szavak) tudásának ismételt ellenőrzését és ezáltal hosszú távú rögzítését. Nyelvtanulás mellett minden más olyan területen is használható (pl. természettudományokban), ahol az ismeretek kérdés-válasz formába rendezhetők, ahol a válasz aránylag rövid, és annak helyessége egyértelműen eldönthető.
A felhasználók maguk tölthetik fel a programot a kikérdezésre szánt anyaggal, vagy pedig a kapcsolódó honlapról letölthetnek mások által megosztott anyagokat. A program működése és a tanulási folyamat sokféleképpen testreszabható, s a meglévő funkciók még számos további kiegészítővel bővíthetők.

## Működési elvei
Az ismeretek rögzítésének garanciáját az időközönkénti ismétlés jelenti (spaced repetition). Ez annyit tesz, hogy a program minden válasz után megkérdezi, mennyire könnyen sikerült ezt felidézni, és ennek alapján állapítja meg, mikor hozza elő az adott kérdést ahhoz, hogy hosszú távon megőrizzük. Ha például új szó tanulásakor az első kérdésnél nem tudunk jó választ adni a kérdésre, akkor az „újra” gombot választjuk, s ennek alapján pár perc múlva ismét előkerül a kérdés. Amennyiben akkor már helyes választ adunk, akkor a „jó” gombra kattintunk, és a program például egy óra múlva újra visszatér erre. Ha ismét tudjuk, akkor egy nap múlva, majd három-négy nap múlva stb. tesztel erről (egyre növekvő időközökkel). Sikertelen vagy pontatlan válasz esetén az „újra” opciót választhatjuk, így ismét rövidebb idő múlva hozza elő a program. Azon kérdéseknél, amelyek nem okoznak gondot, a „könnyű”-t választhatjuk, így csak később merülnek fel legközelebb. A kikérdezés időpontjának alkalmas megválasztásával nemcsak az ismeretek elhomályosulása kerülhető el, hanem a már jól ismert adatok indokolatlanul korai vagy túlzottan sokszori ismétlése is. Ily módon optimalizálható a tanulásra fordított idő, a hatékonysága pedig maximalizálható.
A másik fő sajátosság, amely a megjegyzést hatékonyabbá teszi, az aktív felidézéses tesztelés (active recall testing). A program ugyanis arra készteti a felhasználóját, hogy ellenőrizze tudását (ne pedig csak passzív befogadója legyen az anyagoknak). Ezenkívül nem előre felkínált opciók közül való választást igényel (mint sok nyelvtanító program, ahol csupán rá kell kattintani egyik vagy másik lehetőségre), hanem a válasz önálló felidézését. Ez egyrészt elősegíti a memorizálás folyamatát, másrészt a feleletválasztós tesztekből nyerhető tudásnál alaposabb (készségszinten előhívható) ismereteket eredményez.

## Alapfogalmak

### Mező
A mező egy konkrét adattípus, akár a kérdésnek, akár a válasznak a része. Ilyen lehet például „ország” és „főváros” vagy „angol szó” és „magyar szó”, illetve az ezekhez begépelt konkrét tartalom. A két fő mező mellett szerepelhet sok egyéb is, pl. idegen szó kiejtése átírással vagy hanganyagként (amit a program lejátszik), esetleg tipp, magyarázat, kép stb. Mindez lehetővé teszi a kikérdezés különféle formáit, pl. hallás utáni szövegértés vagy kép felismerése alapján (pl. ország zászlaja vagy elhelyezkedése a térképen). A mezőkben lévő adatokat igény szerint szerkeszthetjük grafikailag (pl. színekkel, aláhúzással), valamint egyéb formázásra is lehetőség van (pl. matematikai vagy vegyi képletekhez).

### Jegyzet
A jegyzet az összetartozó adatok (mezők) együttese, amelyeket (bármely irányban) ki akarunk kérdeztetni. Az egyik jegyzeten szerepelhet például az egyik mezőben „Németország”, a másik mezőben „Berlin”; a következő jegyzeten ugyanígy „Franciaország” és „Párizs”; stb. Angoltanulás esetén a jegyzetek tartalma lehet például „big” és „nagy”, „small” és „kicsi” stb.

### Kártya és kártyatípus
A kártya a jegyzetekhez egy adott szempontból feltett kérdés és a hozzá tartozó válasz. A konkrét kártyalapokhoz hasonlóan előlapról és hátlapról beszélhetünk, a kérdésnek és válasznak megfelelően.
A jegyzet tehát a háttérben lévő tartalomra vonatkozik – például hogy melyik országnak mi a fővárosa –, a kártya pedig ezen tartalom valamely konkrét megjelenítésére a tesztelés folyamán – például hogy mire és milyen formában kérdezzen, és mit hogyan jelezzen ki válaszként.
A kártyák kártyatípusokból jönnek létre, amelyek sablonszerűen hivatkoznak a jegyzetek adott mezőire. Az egyik kártyatípus előlapján lehet például: „Mi {{ország}} fővárosa?”, a hátlapján pedig „{{főváros}}”. (A beillesztett névnek a mezők tényleges nevére kell hivatkoznia: ha Előlap és Hátlap, akkor annak kell szerepelnie itt.) Ezekből a program automatikusan létrehozza a konkrétan megjelenő kérdéseket és válaszokat a jegyzetek tartalmától függően, pl. „Mi Ausztria fővárosa?” és „Bécs”. Az ilyen típusú jegyzetnél a másik kártya értelemszerűen „Melyik ország fővárosa {{főváros}}?” jellegű lehet, amiből az ellenkező irányú kérdések jönnek létre. (Természetesen nem szükséges kérdésként megfogalmazni ezeket.) 2 kártyatípus megadása például 10 jegyzet esetén 20 kártyát eredményez.
A kártyáknak nemcsak a megszövegezését, hanem a kinézetét is megszabhatjuk (pl. betűtípus, szín, elrendezés stb.). A kártyákhoz azt is számon tartja a program, hogy mikor esedékes legközelebb a kikérdezésük. Az egyes kártyákhoz jelöléseket fűzhetünk, ami alapján később megkereshetünk egyeseket (megjelölhetjük, félretehetjük, ill. felfüggeszthetjük bármelyiket).

### Csomag, kártyacsomag
A kártyacsomag azon kártyák (ill. jegyzetek) együttese, amelyek tartalmilag összetartoznak, így együtt kezeljük őket. Egy csomag lehet például a spanyoltanuláshoz, egy másik csomag pl. a vegyjelekhez, stb. A csomagok több szinten egymásba ágyazhatók, pl. a „nyelvtanulás” eleme lehet az „angol”, annak pedig egyik eleme az „1. lecke”. (A csomag beállításakor kétszeres kettősponttal elválasztva adhatjuk meg – miután létrehoztuk – egy alcsomag nevét, például angol::1. lecke.)

### Jegyzettípus
A jegyzettípus egy adott témakörnek megfelelő jegyzet, ill. az azokon szereplő mezők együttese. A kiindulási (általános jellegű) jegyzettípus „előlap” + „hátlap” formájú (két mező). Ez alkalmas lehet sokféle csomag tanulására (pl. ország és főváros + idegen szó és magyar szó), de ha valamelyik kártyacsomagba egy új mezőt szeretnénk bevezetni, ami a többi témáknál, csomagoknál nem alkalmazható (pl. idegen szavak kiejtése, ami a földrajzi témánál nem értelmezhető), akkor az adott csomaghoz külön jegyzettípust szükséges alkotni, amely a kívánt számú, nevű, jellegű mezőket tartalmazza.
Az egyik sajátos (a programba előre beépített) jegyzettípus az ún. lyukas szöveg. Ilyenkor egy rész ki van hagyva a megadott kifejezésből, és ezt kell a teszt során kiegészíteni. A hiányzó rész a kérdésben „[…]” formában jelenik meg.

### Gyűjtemény
A gyűjtemény egy felhasználó összes kártyacsomagjának együttese.

### Profil
A profil egy adott felhasználó gyűjteménye (összes kártyacsomagja) és saját beállításai. Miután a programot egy adott gépre feltelepítettük, több felhasználó is létrehozhat benne külön-külön profilokat egymástól függetlenül, egyéni beállításokkal. Az egyes profilokhoz e-mail-címet lehet kapcsolni (ezt egy böngészőből, az Ankiweb honlapján lehet megtenni), s ezt követően a profilok teljes tartalma és aktuális állapota máshonnan, más eszközökről is elérhető. Így például ahol abbahagytuk a tanulást az asztali számítógépen, ugyanazon a ponton folytathatjuk másutt később – szinkronizálás után – egy mobiltelefonon. (Ez utóbbihoz Androidon az AnkiDroid nevű alkalmazás, iPhone-on pedig az AnkiMobile szükséges, amelyek az Ankival szorosan együttműködnek, bár az AnkiDroid az eredeti programtól független.)

## Használata
A három alapfunkció a fenti „Kártyacsomagok”, „Hozzáadás” és „Böngésző” feliratokról nyitható meg.

### Tananyagok készítése és beszerzése
A Hozzáadás pontra kattintva saját magunknak hozhatunk létre kártyákat (ill. jegyzeteket) egyenként, gépeléssel. (Ehhez a lenti Csomag létrehozása gombbal készíthetünk új csomagot, így az újonnan bevitt kártyákat már ebbe a csomagba tehetjük.) Ennek részletes leírása alább olvasható.
Lehetséges ezenkívül más által készített csomagokat is letölteni (a lenti Megosztott tartalmak gombról kiindulva, majd onnan tematikusan böngészve). Továbbá importálhatunk is anyagokat, amelyeket e-mailen kaptunk vagy más programban (például táblázatkezelőben) készítettünk (a Fájl importálása gombról kiindulva).

#### Új kártyák készítése
A „Hozzáadás” opciót választva új ablak jön fel, amelyben kitölthetjük a meglévő két mezőt (előlap és hátlap), illetve – a fent leírtak alapján, igény szerint – új mezőket hozhatunk létre. Az adatok begépelését megelőzően azonban érdemes megnézni, mire mutat a legfelső sorban szereplő Típus és Csomag felirat melletti két gomb. Az előbbivel módosíthatjuk a jegyzettípust (ha más elrendezésben kívánunk bevinni adatokat, mint az alapértelmezés, illetve mint korábban), az utóbbival pedig megválaszthatjuk, hogy a most készítendő jegyzet (illetve az abból létrejövő kártya) melyik csomagba kerüljön majd. A meglévő sablonok mellett mindkét esetben újat is létrehozhatunk (új jegyzettípust, új csomagot). Ezekkel a továbbiakban már csak akkor kell foglalkoznunk, ha másfajta jegyzetet kívánunk létrehozni, illetve más csomagba akarjuk tenni a frissen elkészült kártyákat.
Lejjebb, a Mezők… gombról módosíthatjuk az adott jegyzettípuson szereplő mezőket (ha például külön mezőt szeretnénk képnek, hanganyagnak, esetleg tippnek) és ezek sorrendjét. Itt adható meg az is, hogy melyik mező legyen a rendezési mező, amelyiket szeretnénk, hogy a program feltüntesse a Böngészőben (l. alább) a kártya azonosításához. (Ez valamelyik fő mező kell legyen, tehát idegen nyelvnél például vagy a célnyelvi, vagy a magyar nyelvű szó.) Ennek lehetőleg egyedinek is kell lennie (a program piros háttérrel jelez, ha nem az), hiszen egyazon kérdésre a program nem várhat két különböző választ.
Ugyanezen sorban, a Kártyák… gombról elindulva szabhatjuk meg az újonnan feljövő ablakban, hogy milyen kikérdezési típusokra (azaz kártyatípusokra) tartunk igényt, s hogy melyiknél mi és hogyan jelenjen meg kérdésként és válaszként: milyen adatok, illetve milyen formázással és elrendezésben. Ezeket a honlapokon használt HTML nyelvnek megfelelően lehet szerkeszteni (új sor például <br> beszúrásával érhető el). A fenti Előlapsablon és a lenti Hátlapsablon között, a Stílus rovatban adhatók meg azok az instrukciók, amelyek mindkettő kinézetét befolyásolják (ezek további formázására akár a CSS nyelv is alkalmazható). Az egyes kártyák nevét, sorrendjét és más adatait az alsó gombsoron lévő Egyebek-ből lehet módosítani.
Mindezek bármely későbbi jegyzet készítésekor is módosíthatók. Ez értelemszerűen a korábban bevitt adatok elrendezését, illetve kikérdezését is befolyásolják.
A jegyzetekhez címkéket is megadhatunk, amelyek segítségével a szűkebben összetartozó kártyákat később megtalálhatjuk és külön kezelhetjük (például az idegen nyelvű szavak közül a gyümölcsneveket).
Az adott jegyzet tartalmának begépelése után a lenti Hozzáadás gombbal véglegesíthetjük a tartalmát, és kezdhetünk hozzá egyúttal a következő felviteléhez is.

### Tanulás
A Kártyacsomagok feliraton jelölhetjük ki tanulásra bármelyik csomagot, illetve módosíthatjuk az adott csomag tulajdonságait. A csomag nevére kattintva kezdhetjük annak tesztelését.
Kikérdezés előtt egy áttekintő oldal jön elő, amelyen három adat szerepel, kék, barna és zöld színnel. A kék szám az új kártyákat jelöli (amelyekkel még nem találkoztunk, és a program erre a napra jelölte ki, hogy megismerjük őket), a barna a tanulás alattiakat (amelyek nemrég bukkantak fel először), a zöld pedig a kikérdezés alatt állókat (amelyeket korábban elsajátítottunk már, az ismeretüket azonban szinten kell tartani).
Ugyanitt, az oldal alján lévő Beállítások gombról elindulva lehetséges a csomagokkal műveleteket végezni: átnevezni, exportálni, törölni őket, illetve módosítani beállításaikat. (Ugyanez előbbi áttekintő listából is elérhető, az egyes kártyacsomagok sorának jobb szélén lévő fogaskerék melletti nyílra ▼ kattintva.) Ezen beállítások közt lehetséges módosítani – többek között –, hogy hány új kártya merülhessen fel egy adott napon, hogy a hozzáadás sorrendjében vagy véletlenszerűen hozza fel ezeket a kártyákat, hogy maximum hány korábban tanult kártyát kérdezhessen ki valamely napon, és számos más opció. Azt is be lehet állítani, hogy mit tegyen a program, ha valamelyik kártyát sokadszori nekifutásra sem sikerül megjegyezni. (Ezeket hívják „mumus-szavak”-nak – az angol eredetiben „piócák” szerepel, mivel aránytalanul sok energiát szívnak el.) Ha különböző kártyacsomagokat más-más módon vagy intenzitással szeretné valaki kikérdeztetni, akkor a beállítások ablakának jobb felső sarkában a nyílra ▼ kattintva új úgynevezett opciócsoportot lehet létrehozni, és az alapesettől eltérő típus külön beállításait ebben lehet tárolni.
Mindazon beállítások, amelyek nem egy adott jegyzettípushoz, kártyához vagy csomaghoz köthetők, hanem a program használatát, valamint az adatok tárolásának, kijelzésének általánosabb jellemzőit befolyásolják, a fenti „Eszközök” menüből, a Testreszabás pontból érhetők el. Itt határozhatunk például arról, hogy teszteléskor az új és az ismételendő kártyákat keverve vagy külön-külön hozza elő a program (és ha külön, akkor melyik típust előbb), hogy látszódjon-e az, hogy melyik válasz esetén mennyi idő múlva kerül majd elő legközelebb az adott kártya, hogy hány kártya van még hátra és számos egyéb opció.
A tesztelés során a jobb alsó sarokban lévő Egyebek gombra kattintva lehetőség van az aktuális kártyáknál az úgynevezett megjelölésre (csillagozás). Ez például akkor hasznos, ha később (a tanulás során) valamit szeretnénk még csinálni a megjelölt kártyával, például utánanézni velük kapcsolatban valaminek. Másik opció a „félretevés”: így a jegyzet, illetve kártya csak másnap jelenhet meg legközelebb. Itt van mód továbbá „felfüggesztés”-re is: ez esetben a jegyzet vagy kártya tesztelésére nem kerül sor a továbbiakban. Ezen lehetőségek természetesen bármikor módosíthatók akár az adott kártya felmerülésekor, akár a Böngészőből, a kártya megkeresése útján. Ugyanitt, az „Egyebek” alól érhető el az esetleges hang ismételt lejátszása. Mindezen opcióknál fel van tüntetve a billentyű is, amelyekkel szintén aktiválható az adott funkció.
A tesztelés és a csomagok képernyőjéről egyaránt elérhető a jobb felső sarokban a statisztika (három oszlop az ikonja), ahol a tanulás összesítő adatai és grafikonjai tekinthető át. Mellette, a kör alakú ikonra kattintva igényelhetünk szinkronizálást (amennyiben előzőleg regisztráltuk e-mail-címünket az Ankiweb honlapon).
A programnak van ugyan egy alapértelmezett kerete arra, hogy hány kártyát teszteljen egy adott napon, ettől azonban – igény szerint – a „Kártyacsomagok” választása után az Egyéni tanulás gombra kattintva eltérhetünk. Megnövelhetjük például az új kártyák vagy az ismétlőkártyák adott napi limitjét, kérhetünk az adott alkalomra úgynevezett egyéni tanulásmenetet kimondottan az elfelejtett kártyák ismétlése céljából vagy előzetes kikérdezés végett, illetve számos más opció alapján igényelhetünk tesztelést.

### A kártyák kezelése és módosítása
A Böngésző a szerkesztőt nyitja meg: itt lehetséges a jegyzeteket és kártyákat különféle szempontból áttekinteni, keresni közöttük és műveleteket végezni rajtuk (akár egyenként, akár csoportosan).
A keresőmezőbe bármely szóelemet beírva minden olyan kártya felbukkan, amelynek adatai között ez a szövegrész szerepel. Több elem beírása esetén csak azon kártyák fognak megjelenni, amelyeken a kívánt elemek mind szerepelnek (bárhol a jegyzeten). Vagy-vagy alapon az or szóval kereshetünk (például ne or nem – idézőjelek nélkül – mindazok kártyákat megjeleníti, amelyeken a két szó bármelyike előfordul). Adott tartalmú kártyák kizárása úgy lehetséges, ha a feltétel elé mínuszjelet írunk (például: -kutya esetén mindazon kártyák, amelyek adatai közt nem szerepel a kutya szó). Az idézőjelbe tett elemeknél csak az adott konkrét előfordulást keresi a program (idézőjeles "kutya, macska" kereséskor egy kutya-macska tartalmú kártya nem fog előkerülni). Az aláhúzásjel bármely karaktert helyettesíthet, de csak egy darabot; a csillag szintén bármelyiket, azonban korlátlan számban (a m_a keresésre például nem fog előjönni a macska tartalmú kártya, a m*a keresésre viszont igen). Egy adott mezőre is szűkíthetjük a keresést (például az angol:rest keresésre csak azok a szavak fognak előjönni, ahol az angol nevű mező tartalma pontosan a „rest” szó; ha a mezőben bárhol engedélyezni kívánjuk ezt a szót, ahhoz az angol:*rest* kifejezést kell beírnunk). Ha a keresett kifejezés szóközt tartalmaz, akkor ezt a részt idézőjelbe kell tennünk a kereséshez (például angol:"have a rest" vagy "angol:have a rest"). A keresés további lehetséges módjairól az Anki útmutatójából lehet tájékozódni.
A bal oldali oszlopban szerepel egy lista, amely különféle gyakori keresési, szűrési lehetőségeket tartalmaz:
- Teljes gyűjtemény (nincs szűrés)
- Aktuális (kártya)csomag
- Ma hozzáadottak: az aznap létrehozott kártyák
- Ma tanultak: azon kártyák, amelyeket az adott napon tanultunk
- Mai „újra” értékelésűek: …amelyeket aznap nem tudtunk jól megválaszolni
- Új: …amelyekkel még nem foglalkoztunk
- Tanulás: …amelyek a tanulás valamely fázisában tartanak (tehát kezdeti stádiumban vannak)
- Kikérdezés: …amelyek már kikérdezés alatt állnak (vagyis az ismétlés, szinten tartás fázisában)
- Esedékes: …amelyek épp az adott napon esedékesek tesztelésre
- Megjelölt: …amelyeket korábban (csillaggal) megjelöltünk
- Felfüggesztve: …amelyek fel vannak függesztve (vagyis amelyekből pillanatnyilag nem kívánjuk tesztelni magunkat)
- Mumus: …amelyekre sokszor egymás után nem tudtunk jó választ adni, tehát külön odafigyelést igényelnek.
- Ezután következnek azok az opciók, amelyekkel egyes csomagjaink és alcsomagjaink elemeit jelölhetjük ki,
- végül az egyes jegyzettípusokhoz tartozó kártyák kijelölése.

Mindezen beállítások esetén a fenti keresőmezőben megjelenik az adott keresés kódja (az esedékes kártyáknál például is:due vagy a földrajz csomag elemeinél deck:földrajz). Ezeket a kódokat kombinálhatjuk és variálhatjuk, valamint másféle keresés is megadható ezek szintaxisa alapján. Az aktuális keresés alapján szűkített listából a Windowsban megszokott módon jelölhetünk ki kártyákat (pl. Shift + fel‑le nyilak: több egymás utáni sor, Ctrl + kattintás: több különálló sor), amelyeken együttesen is végezhetünk műveleteket az ablak tetején lévő gombsorból (például áthelyezés másik csomagba, megjelölés, felfüggesztés, címkék).
A szerkesztés befejeztével a Böngésző ablakát a jobb felső sarokban lévő × gombbal külön be kell zárni (maga az Anki ettől még nyitva marad), így elkerülhető a tesztelés közben végzett esetleges szerkesztéssel való ütközés.

### Kiegészítők
Az Ankiba be van építve az a lehetőség, hogy a program lehetőségeit más felhasználók által készített funkciókkal bővítsük: több mint háromszáz ilyen bővítmény létezik. Az Eszközök menü Kiegészítők pontja és annak Böngészés és telepítés alpontja alól, a Böngészés gombra kattintva érhető el mindezek aktuális listája (értékelésükkel, a felhasználók számával és a legutóbbi módosítás dátumával). Az egyes sorokra kattintva olvasható a kiegészítők részletes ismertetője, valamint az a számkód, amellyel telepíteni lehet ezeket saját programunkba. Ezt ki kell másolni, és a fenti elérési úton a Böngészés és telepítés alatti mezőbe be kell szúrni. A kiegészítő ezután települ, és az Anki bezárása és újraindítása után használható.

#### Hanganyag hozzáadása kártyákhoz
E kiegészítők közül az egyik legnépszerűbb az AwesomeTTS nevű, amely beszédszintetizátor révén hanganyagot illeszt a kártyákra. Az újonnan készítendő hangfájlokra való hivatkozásokat akár meglévő mezőhöz lehet hozzáfűzni, akár külön erre szánt mezőbe lehet tenni. Az utóbbi esetben – egy tetszőleges (a kívánt csomagba tartozó) jegyzet tesztelésekor – létre kell hozni a balra lent lévő Szerkesztés gombbal, majd az új ablakban a Mezők…, azt követően a jobbra fenti Hozzáadás gombbal egy új mezőt erre a célra.
Ezután a Böngészőben ki kell választani azon kártyák körét, amelyekhez hanganyagot szeretnénk tenni (például a bal oldali listában a kívánt csomag nevére kattintva, majd a fenti menüből a Szerkesztés > Mindent kijelöl funkcióval). Ezután a fenti menü AwesomeTTS pontjában az Add audio to selected („hanganyag hozzáadása a megjelöltekhez”) funkció új ablakot hoz fel, ahol az alábbiakat kell megadni:
- Generate using („létrehozás az alábbival”): melyik beszédszintetizátort kívánjuk igénybe venni (kiválasztandó a lenyíló listából)
- Voice („hang”): az adott szintetizátor melyik hangját választjuk (itt ügyelni kell a nyelv kódjára)
- Preset: a fenti beállítások eltárolása későbbi használathoz
- Preview („előnézet”): szó vagy mondat beírásával és a gombra kattintva itt meghallgathatjuk, hogy hangzana a kiejtés az előbb kiválasztott paraméterek mellett,
- Source field (forrásmező): melyik mező tartalmát vegye alapul a hanganyag készítéséhez
- Destination field (célmező): melyik mezőbe illessze be a hanganyagot (ahol ez a mező megjelenik a kártya előlapján vagy hátlapján, ott fog megszólalni a hang)
- Append… („hozzáfűz”) vagy Overwrite… („felülír”): az előbbi célmező tartalmához hozzáfűzze-e a hanganyagra való hivatkozást, vagy pedig felülírja ezt a mezőt a hanganyag fájlnevével (törölve mindazt, ami korábban esetleg ott volt).

Remove… (eltávolítsa-e az esetleges meglévő hangfájl-hivatkozásokat).
Ezek megfelelő beállítása után a Generate gombbal lehet elindítani a hangfájlok készítését és beszúrását. (A program szakaszonként megáll, hogy ne terhelje túl a szervert, így nagyobb számú hanganyag beillesztése több percig is eltarthat.)
A hanganyagok használatához be kell szúrni a kártyá(k)ra a hangfájlt tartalmazó mező nevét. A kártyák szerkesztése elérhető például tesztelés során a balra lent látható Szerkesztés, majd az új ablakban fent a Kártyák… gombról. A mezőre {{hang}} formában hivatkozhatunk (nyilván a hanganyagot tartalmazó mező nevével), akár a kártya előlapján (ha már a kérdés fázisában kívánjuk hallani), akár a hátlapján (ha csak a válasz megjelenésekor szeretnénk meghallgatni).
A hanganyagok esetleges eltávolításához ki kell jelölni a Böngészőben az érintett jegyzeteket, majd az AwesomeTTS menüből a Remove audio from selected  („hanganyag eltávolítása a kijelöltekből”) alpontra szükséges kattintani. Az itt megjelenő ablakban ki kell választani a listából, mely mezőkben keressen hivatkozást hanganyagra, másfelől pedig három opció közül azt, amelyikre igényt tartunk: (generated by…) csak az AwesomeTTS által készített hanganyagokat törölje; (…not generated by…) csak azokat törölje, amelyeket nem az AwesomeTTS hozott létre; vagy pedig (all [sound] tags…) a létrehozás módjától függetlenül minden hanganyagot töröljön a kijelölt jegyzetekről. Végül a Remove now gombra kattintva indul el a folyamat.

### Angolul
- Ismertető videók (YouTube, a program készítőjétől)
- Anki, the best of spaced repetition software (HackingChinese)
- Anki Tips: What I Learned Making 10,000 Flashcards (Rs.io)
- Efficient memorization & what it's good for (Gwern.net)
- Spaced repetition: Never forget vocabulary ever again (Fluentin3Months)

### Magyarul
- Emlékezz a megtanultakra – a nagy ANKI-leírás (és videó) (Öt év, öt nyelv), ezen belül
  - Ismertető videók (YouTube)
- ANKI – az angol szókincsfejlesztő program | Ingyenes letöltés és használati útmutató